# مونكس كورنر (كارولاينا الجنوبية)
مونكس كورنر (بالإنجليزية: Moncks Corner, South Carolina)‏ هي بلدة أمريكية تقع في الولايات المتحدة في مقاطعة بيركلي. يقدر عدد سكانها بـ 7,885 نسمة ومساحتها 19.2 كم2 وترتفع عن سطح البحر 16 متر.

## التركيبة السكانية
حدّد مكتب تعداد الولايات المتحدة بيانات التركيبة السكانية لمونكس كورنر في تعداد الولايات المتحدة. في ما يلي، التركيبة السكانية حسب تعدادي 2000 و2010.

### تعداد عام 2000
بلغ عدد سكان مونكس كورنر 5,952 نسمة بحسب تعداد عام 2000، وبلغ عدد الأسر 2,103 أسرة وعدد العائلات 1,492 عائلة مقيمة في البلدة. في حين سجلت الكثافة السكانية 211.4 نسمة لكل كيلومتر مربع (547.5/ميل2). وبلغ عدد الوحدات السكنية 2,334 وحدة بمتوسط كثافة قدره 82.9 لكل كيلومتر مربع (214.7/ميل2).
وتوزع التركيب العرقي للبلدة بنسبة 57.33% من البيض و36.59% من الأمريكيين الأفارقة و0.64% من الأمريكيين الأصليين و0.55% من الأمريكيين ذوي الأصول الآسيوية و0.05% من سكان جزر المحيط الهادئ و2.97% من الأعراق الأخرى و1.86% من عرقين مختلطين أو أكثر و4.20% من الهسبانيون أو اللاتينيون من أي عرق.
بلغ عدد الأسر 2,103 أسرة كانت نسبة 45.7% منها لديها أطفال تحت سن الثامنة عشر تعيش معهم، وبلغت نسبة الأزواج القاطنين مع بعضهم البعض 43.6% من أصل المجموع الكلي للأسر، ونسبة 23.1% من الأسر كان لديها معيلات من الإناث دون وجود شريك، بينما كانت نسبة 4.3% من الأسر لديها معيلون من الذكور دون وجود شريكة وكانت نسبة 29.1% من غير العائلات. تألفت نسبة 25.6% من أصل جميع الأسر من عدة أفراد يعيشون في نفس المنزل ونسبة 9.6% كانت تتألف من شخص يعيش بمفرده يبلغ من العمر 65 عاماً أو أكثر. وبلغ متوسط حجم الأسرة المعيشية 2.61، أما متوسط حجم العائلات فبلغ 3.09.
بلغ العمر الوسطي للسكان 31.8 عاماً. وكانت نسبة 28.8% من القاطنين تحت سن الثامنة عشر، وكانت نسبة 9.3% بين الثامنة عشر والرابعة والعشرين عاماً، ونسبة 27.2% كانت واقعةً في الفئة العمرية ما بين الخامسة والعشرين والرابعة والأربعين عاماً، ونسبة 17.4% كانت ما بين الخامسة والأربعين والرابعة والستين، ونسبة 9.4% كانت ضمن فئة الخامسة والستين عاماً فما فوق. يوجد لكل 100 أنثى 83.8 ذكر، ويوجد لكل 100 أنثى في الثامنة عشر من عمرها فما فوق 76.4 ذكر.
بلغ متوسط دخل الأسرة في البلدة 31,711 دولارًا، أما متوسط دخل العائلة فبلغ 37,335 دولارًا. وكان متوسط دخل الذكور 30,634 دولارًا مقابل 21,796 دولارًا للإناث. وسجل دخل الفرد الخاص بالبلدة 15,202 دولارًا. وكانت نسبة 16.5% من العائلات ونسبة 17.6% من السكان تحت خط الفقر، وكان من هؤلاء نسبة 26.6% تحت سن الثامنة عشر ونسبة 11.7% في الخامسة والستين من العمر وما فوق.

### تعداد عام 2010
بلغ عدد سكان مونكس كورنر 7,885 نسمة بحسب تعداد عام 2010، وبلغ عدد الأسر 2,851 أسرة وعدد العائلات 1,999 عائلة مقيمة في البلدة. في حين سجلت الكثافة السكانية 280 نسمة لكل كيلومتر مربع (725.2/ميل2). وبلغ عدد الوحدات السكنية 3,376 وحدة بمتوسط كثافة قدره 119.9 لكل كيلومتر مربع (310.5/ميل2).
وتوزع التركيب العرقي للبلدة بنسبة 57.70% من البيض و35.95% من الأمريكيين الأفارقة و0.47% من الأمريكيين الأصليين و0.53% من الأمريكيين ذوي الأصول الآسيوية و0.03% من سكان جزر المحيط الهادئ و3.28% من الأعراق الأخرى و2.03% من عرقين مختلطين أو أكثر و5.07% من الهسبانيون أو اللاتينيون من أي عرق.
بلغ عدد الأسر 2,851 أسرة كانت نسبة 41.7% منها لديها أطفال تحت سن الثامنة عشر تعيش معهم، وبلغت نسبة الأزواج القاطنين مع بعضهم البعض 42.6% من أصل المجموع الكلي للأسر، ونسبة 22.5% من الأسر كان لديها معيلات من الإناث دون وجود شريك، بينما كانت نسبة 5% من الأسر لديها معيلون من الذكور دون وجود شريكة وكانت نسبة 29.9% من غير العائلات. تألفت نسبة 25% من أصل جميع الأسر من عدة أفراد يعيشون في نفس المنزل ونسبة 8.7% كانت تتألف من شخص يعيش بمفرده يبلغ من العمر 65 عاماً أو أكثر. وبلغ متوسط حجم الأسرة المعيشية 2.60، أما متوسط حجم العائلات فبلغ 3.10.
بلغ العمر الوسطي للسكان 33.1 عاماً. وكانت نسبة 27.4% من القاطنين تحت سن الثامنة عشر، وكانت نسبة 9.6% بين الثامنة عشر والرابعة والعشرين عاماً، ونسبة 29.4% كانت واقعةً في الفئة العمرية ما بين الخامسة والعشرين والرابعة والأربعين عاماً، ونسبة 23.1% كانت ما بين الخامسة والأربعين والرابعة والستين، ونسبة 10.6% كانت ضمن فئة الخامسة والستين عاماً فما فوق. وتوزع التركيب الجنسي للسكان بنسبة 48.6% ذكور و51.4% إناث.

## أعلام
- هنري لوس
- ريان ستيوارت
- عمر براون
- أندريه إلينغتون